# ディスクロージャー (映画)
『ディスクロージャー』（Disclosure）は、1994年にアメリカで製作されたサスペンス映画。マイケル・クライトンの同名小説を原作としている。

## ストーリー
シアトルのハイテク企業の重役トム・サンダースは、今までの業績から昇進はほぼ確実と思われていた。だが、そのポストに就いたのは彼ではなく、本社から新たにやってきた女性メレディス・ジョンソンだった。実は彼女とトムは10年前に激しく愛し合った仲で、彼はこの事実に衝撃を受けるのだった。その夜、メレディスのオフィスに呼び出されたトムは、次第に彼女に誘惑されていくが、彼はこの誘いを拒否し、その場を去るのだった。しかし、次の朝、事態は急変してしまう。なんと彼がメレディスに対して、セクハラを行ったという訴えがあがっていたのだ。しかも、この訴えを起こしたのは、他でもないメレディス自身だった。会社での高いポストと、女性という立場を利用した彼女の攻撃によって、トムは仕事も家庭を失いそうになる。だが失意の彼の元に、差出人不明の電子メールが届く。それには彼の無実を証明する的確なアドバイスが示されていた。これに勇気づけられた彼は、誇りを取り戻すために再び立ちあがる決意をする。

## キャスト
| 役名                       | 俳優                               | 日本語吹替                                 | 日本語吹替                    |
| 役名                       | 俳優                               | ソフト版                                   | テレビ朝日版                  |
| -------------------------- | ---------------------------------- | ------------------------------------------ | ----------------------------- |
| トム・サンダース           | マイケル・ダグラス                 | 小川真司                                   | 小川真司                      |
| メレディス・ジョンソン     | デミ・ムーア                       | 幸田直子                                   | 塩田朋子                      |
| ボブ・ガーヴィン           | ドナルド・サザーランド             | 小林修                                     | 家弓家正                      |
| スーザン・ヘンドラー       | キャロライン・グッドール           | 横尾まり                                   | 高島雅羅                      |
| キャスリーン・アルヴァレス | ローマ・マフィア                   | 泉晶子                                     | 藤生聖子                      |
| フィリップ・ブラックバーン | ディラン・ベイカー                 | 山野史人                                   | 牛山茂                        |
| ステファニー・カプラン     | ローズマリー・フォーサイス         | 島美弥子                                   | 遠藤晴                        |
| マーク・リューイン         | デニス・ミラー                     | 仲野裕                                     | 山路和弘                      |
| メアリー・アン・ハンター   | スージー・プラクソン               | 磯辺万沙子                                 | 沢海陽子                      |
| ドン・チェリー             | ニコラス・サドラー                 | 檀臣幸                                     | 佐久田修                      |
| シンディ・チャン           | ジャクリーン・キム                 | 相沢恵子                                   | 日野由利加                    |
| ジョン・コンリー・Jr       | ジョー・ユーラ                     | 円谷文彦                                   | 江原正士                      |
| イライザ・サンダース       | ファリン・アインホン               |                                            | 岡村明美                      |
| マット・サンダース         | ケイト・ウィリアムソン             |                                            | 佐藤美智子                    |
| ベン・ヘラー               | アラン・リッチ                     | 小島敏彦                                   | 富田耕生                      |
| マーフィ判事               | ケイト・ウィリアムソン             |                                            | 前田敏子                      |
| アーサー・カーン           | マイケル・ラスキン                 |                                            | 辻親八                        |
| チャンス・ギーア           | ドナル・ローグ                     |                                            | 田原アルノ                    |
| アデル・リューイン         | ファラ・フォーク                   |                                            | 竹口安芸子                    |
| ジョン・レヴィン           | パット・アサンティ                 |                                            | 秋元羊介                      |
| ジョン・コンリー・Sr       | エドワード・パワー                 |                                            | 幹本雄之                      |
| スペンサー・カプラン       | デイヴィッド・ドリュー・ギャラガー |                                            | 坪井智浩                      |
| その他                     |                                    | 叶木翔子 小室正幸 天田益男 大黒和広 紗ゆり | 高宮俊介                      |
| 演出                       |                                    | 松川陸                                     | 左近允洋                      |
| 翻訳                       |                                    | 中島多恵子                                 | 額田やえ子                    |
| 録音・調整                 |                                    | 土屋雅紀                                   | 飯塚秀保                      |
| 音響制作                   |                                    | 中西真澄                                   |                               |
| 効果                       |                                    |                                            | VOX                           |
| プロデューサー             |                                    | 貴島久祐子                                 | 圓井一夫                      |
| 制作                       |                                    | ワーナー・ホーム・ビデオ プロセンスタジオ  | グロービジョン                |
| 初回放送                   |                                    |                                            | 1998年2月8日 『日曜洋画劇場』 |